# Seokane
Seokane är ett periodiskt vattendrag i Botswana.   Det ligger i distriktet Central, i den östra delen av landet, 300 km nordost om huvudstaden Gaborone.
Omgivningarna runt Seokane är huvudsakligen savann. Runt Seokane är det mycket glesbefolkat, med 6 invånare per kvadratkilometer.